# Aéroport international d'Ezeiza
Pour les articles homonymes, voir EZE.
L'aéroport international Ministro-Pistarini d'Ezeiza (code IATA : EZE • code OACI : SAEZ • code FA Argent. (es) : EZE) est situé à 22 km au sud-sud-ouest de Buenos Aires, la capitale de l'Argentine. L'aéroport couvre une superficie de 3 475 hectares (8 586 acres) et est exploité par Aeropuertos Argentina 2000 S.A.. Il est le plus grand aéroport international du pays ainsi que la plate-forme de correspondance principale pour Aerolíneas Argentinas. Cet aéroport porte le nom de l'homme politique Juan Pistarini (1882-1956), mais est plus connu sous le nom d'aéroport international d'Ezeiza, car il se situe sur la commune d'Ezeiza.

## Situation
| \| 100 km1:20 642 000 \| Bahía Blanca San Carlos de Bariloche Buenos Aires · J.-Newbery Buenos Aires · Ezeiza Buenos Aires · El Palomar Catamarca Comodoro Rivadavia Córdoba Corrientes El Calafate Esquel Formosa Gobernador Gregores San Salvador de Jujuy La Rioja Malargüe Mar del Plata Mendoza Neuquén Paraná Perito Moreno Puerto · Iguazú Puerto Madryn Reconquista Resistencia Río Cuarto Río Gallegos Río Grande Rosario Salta San Juan San Luis San Martín de los Andes San Rafael Santa Fe de la Vera Cruz Santa Rosa Santiago del Estero Sunchales Tandil Termas de Río Hondo Trelew Tucumán Ushuaia Viedma |
| 100 km1:20 642 000 |

## Histoire

### Construction de l'aéroport
La construction de l'aéroport remonte à une initiative du général Juan Pistarini, alors ministre des travaux publics, qui présente au gouvernement le projet d'aéroport, approuvé le 30 septembre 1935 par le gouvernement dans le cadre de l'approbation de la loi 12.285. Le terrain de construction finalement choisi après plusieurs années de débats, sur la commune d'Ezeiza, présente des caractéristiques favorables à l'installation de ce type d'infrastructure : le sol, de roche calcaire, facilite grandement les travaux de creusement. Si la zone est sujette à divers risques climatiques (risque d'inondation, de brouillard épais pendant une grande partie de l'hiver), ces facteurs n'ont depuis l'ouverture jamais affecté le fonctionnement de l'aéroport.
En 1944, Pistarini devenu vice-président du pays alors dirigé par Edelmiro Julián Farrell procède à l'expropriation d'un terrain d'environ 7000 hectares, propriété de l'estancia « Los Remedios ». La pose de la première pierre a lieu le 22 décembre 1945, pour une construction qui s'achève quatre ans plus tard. L'aéroport prend alors le nom de Ministro Pistarini, en hommage au principal promoteur du projet. Il est officiellement inauguré le 30 avril 1949, pendant le premier mandat présidentiel de Juan Perón, et reste pendant plusieurs années le plus grand au monde, en superficie.
L'aéroport concentre aujourd'hui 85 % du trafic aérien international de l'Argentine, les compagnies préférant l'aéroport aéroport Jorge-Newbery, situé en centre-ville de Buenos Aires, pour les vols intérieurs. Lors de son inauguration, l'aéroport Ministro Pistarini compte trois pistes se croisant suivant la forme d'un triangle équilatéral, un modèle utilisé à l'époque en réponse à l'importance majeure du sens du vent lors des décollages et atterrissages des avions.
Le 28 septembre 1998, dans le cadre de la privatisation des aéroports argentins décidée par le gouvernement, l'état argentin cède l'aéroport à l'entreprise Aeropuertos Argentina 2000 (souvent abrégée AA2000).

### Modernisation
En août 2015, le ministre de l'intérieur et des transports, Florencio Randazzo, inaugure les premières portes équipées de la technologie biométrique.
La construction d'une piste secondaire est achevée en juillet 2017, de même qu'une nouvelle voie destinée aux véhicules et aux piétons, avec l'objectif de faciliter les trajets entre les terminaux. En août 2017, le nouveau ministre de l'intérieur, Rogelio Frigerio, présente le nouveau système Advanced Passenger Information (API), qui oblige les compagnies aériennes à transmettre aux autorités aéroportuaires les informations des passagers qui entrent et sortent du pays, ce qui permet de fluidifier les contrôles de douane, et de fournir des informations précises sur les éventuels antécédents judiciaires des passagers qui pénètrent sur le territoire argentin.
Le gouvernement argentin présente en mars 2018 un plan d'investissements de quinze milliards de pesos argentins (environ 500 millions de dollars au taux de change de l'époque ayant pour objectif la modernisation et l'agrandissement de l'aéroport. Les principaux enjeux en sont une augmentation de la surface de l'aéroport (qui quadruplerait pour atteindre environ 217 000 m²), de nouvelles places de hangar pour les avions, et une hausse du nombre de services disponibles.

## Aérogares
L'aéroport international d'Ezeiza compte trois terminaux de passagers (A, B et C) et un de marchandises (TCA).

### Terminal A
Inauguré en l'an 2000, le terminal A est utilisé par la presque-totalité des compagnies aériennes internationales qui opèrent au sein de l'aéroport, excepté les compagnies de l'alliance Skyteam.

### Terminal B
Le terminal B est inauguré en 2013 après un an et demie de travaux, et un investissement total de 570 millions de pesos. L'ouverture de ce nouveau terminal double quasiment la superficie totale de l'aéroport.

## Statistiques
Le graphique qui aurait dû être présenté ici ne peut pas être affiché car il utilise l'ancienne extension Graph, désactivée pour des questions de sécurité. Des indications pour créer un nouveau graphique avec la nouvelle extension Chart sont disponibles ici.

Voir la requête brute et les sources sur Wikidata.

### Zoom sur l'impact du Covid de 2019-2020
Le graphique qui aurait dû être présenté ici ne peut pas être affiché car il utilise l'ancienne extension Graph, désactivée pour des questions de sécurité. Des indications pour créer un nouveau graphique avec la nouvelle extension Chart sont disponibles ici.

Voir la requête brute et les sources sur Wikidata.

### Lignes les plus desservies
| Classement | Pays      | Aéroport                                       | Code AITA | Vols par semaine |
| ---------- | --------- | ---------------------------------------------- | --------- | ---------------- |
| 1          | Argentine | Aéroport du Teniente Luis Candelaria           | BRC       | 79               |
| 2          | Argentine | Aéroport de Córdoba                            | COR       | 45               |
| 3          | Chili     | Aéroport international Arturo-Merino-Benítez   | SCL       | 44               |
| 4          | Argentine | Aéroport de Mendoza                            | MDZ       | 37               |
| 5          | Argentine | Aéroport international Martín Miguel de Güemes | SLA       | 30               |

## Compagnies aériennes et destinations

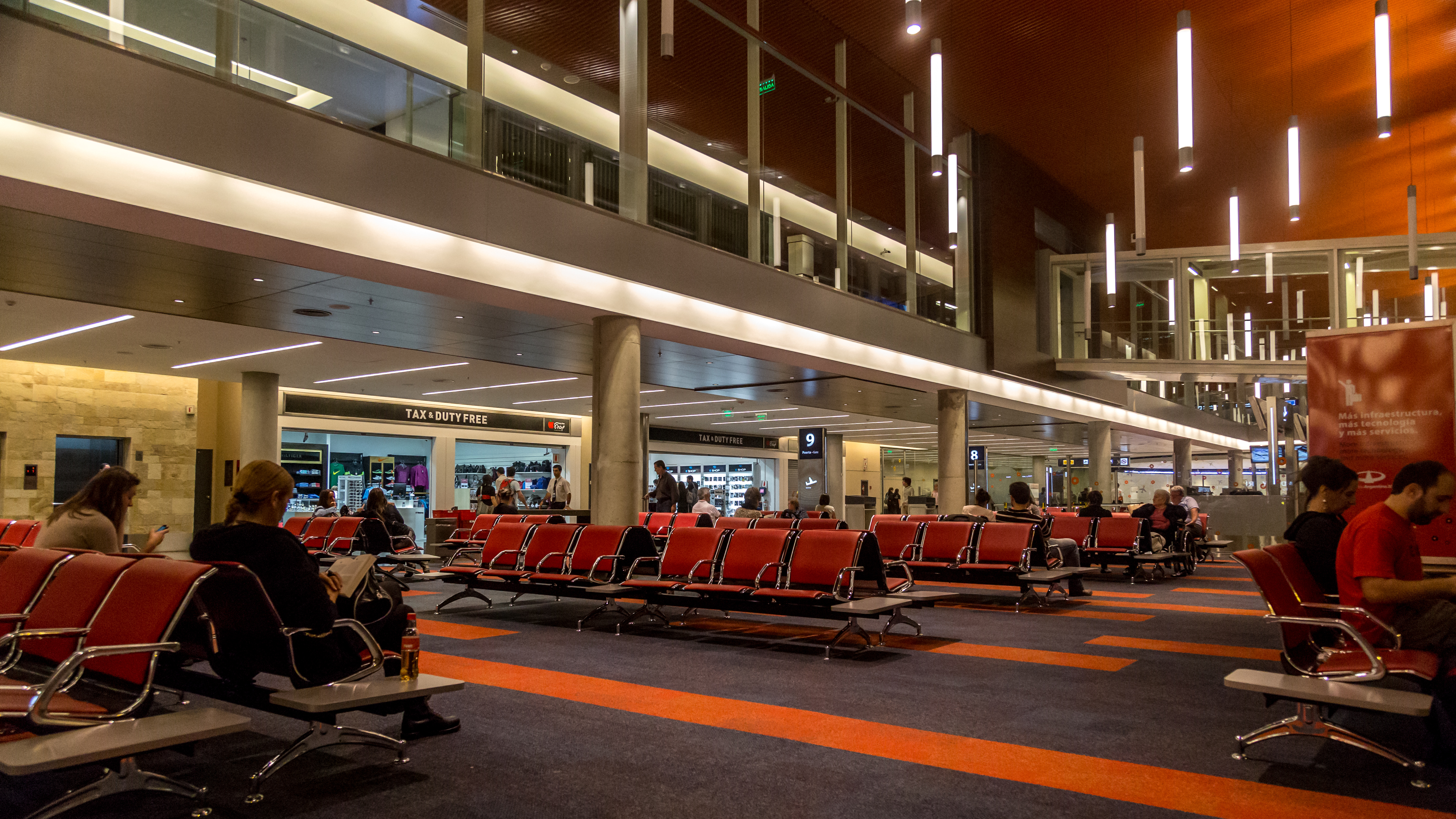
Terminal B.

Le terminal C est inauguré en juillet 2011. Dès décembre 2011, il est utilisé par Aerolíneas Argentinas, Air France, et Alitalia,,. En mars 2013, le terminal B, d'une surface de 28 795 m2, est inauguré, il est destiné à Aerolíneas Argentinas et KLM,.

### Passagers
| Compagnies                    | Destinations |
| ----------------------------- | --- |
| Aerolíneas Argentinas         | - Cancún, - El Calafate, - La Havane-José Martí, - Madrid-Barajas, - Mendoza-El Plumerillo, - Miami, - Montevideo Carrasco, - New York-John F. Kennedy, - Puerto Iguazú, - Punta Cana, - Rome Léonard-de-Vinci/Fiumicino, - Salvador de Bahia, - Ushuaïa En saison: Rio de Janeiro/Galeão, San Carlos de Bariloche (en), San Martín de los Andes (Chapelco), São Paulo/Guarulhos, San Miguel de Tucumán (en) |
| Aeroméxico                    | Mexico-B. Juárez |
| Air Canada                    | São Paulo/Guarulhos, Toronto (Pearson) En saison: Montréal (P.-E.-Trudeau) |
| Air Europa                    | Madrid-Barajas |
| Air France                    | Paris-Charles de Gaulle |
| American Airlines             | Dallas-Fort Worth, Miami, New York-John F. Kennedy |
| Andes Lineas Aéreas           | En saison charter: São Paulo/Guarulhos |
| Arajet                        | Saint-Domingue Las Américas |
| Avianca                       | Bogota-El Dorado |
| Avianca Costa Rica            | Quito-M. Sucre, San José-J. Santamaría |
| Boliviana de Aviación         | Cochabamba-J. Wilstermann, Viru Viru |
| British Airways               | Londres-Heathrow, Rio de Janeiro/Galeão |
| Copa Airlines                 | Panama-Tocumen |
| Cubana de Aviación            | La Havane-José Martí |
| Delta Air Lines               | Atlanta H.-Jackson En saison: New York-John F. Kennedy |
| Emirates                      | Dubaï, Rio de Janeiro/Galeão |
| Ethiopian Airlines            | Addis-Abeba Bole, São Paulo/Guarulhos |
| Flybondi                      | - Comodoro Rivadavia, - El Calafate, - Florianópolis, - Rio de Janeiro/Galeão, - San Carlos de Bariloche (en), - São Paulo/Guarulhos, - Ushuaïa En saison: Aéroport El Jacuel de Punta del Este (es) |
| Gol Transportes Aéreos        | Bogota-El Dorado, João Pessoa, Maceió, Natal, Rio de Janeiro/Galeão En saison: - Brasília, - Florianópolis, - Fortaleza, - Navegantes, - Porto Seguro (en), - Recife, - Salvador de Bahia |
| Iberia                        | Madrid-Barajas |
| ITA Airways                   | Rome Léonard-de-Vinci/Fiumicino |
| JetSmart Argentina            | - El Calafate, - Florianópolis, - Lima-J. Chávez, - Puerto Iguazú, - Rio de Janeiro/Galeão, - Salta, - San Carlos de Bariloche (en), - San Salvador de Jujuy (en), - Santiago du Chili-A.-M.-Benítez, - San Miguel de Tucumán (en), - Ushuaïa |
| JetSmart Chile                | Santiago du Chili-A.-M.-Benítez |
| KLM                           | Amsterdam, Santiago du Chili-A.-M.-Benítez |
| LATAM Brasil                  | São Paulo/Guarulhos En saison: Rio de Janeiro/Galeão |
| LATAM Chile                   | Santiago du Chili-A.-M.-Benítez |
| LATAM Ecuador                 | Guayaquil-J. J.-Olmedo, Lima-J. Chávez |
| LATAM Perú                    | Lima-J. Chávez |
| Level                         | Barcelone-El Prat |
| Lufthansa                     | Francfort |
| Norwegian Air Argentina       | Santiago du Chili-A.-M.-Benítez |
| Paranair                      | Asuncion-S.-Pettirossi |
| Sky Airline                   | Santiago du Chili-A.-M.-Benítez |
| Sky Airline Perú              | Lima-J. Chávez |
| Swiss International Air Lines | São Paulo/Guarulhos, Zurich |
| Turkish Airlines              | Istanbul, São Paulo/Guarulhos |
| United Airlines               | Houston-George Bush |

Édité le 25/02/2019 Actualisé le 13/12/2023

### Cargo airlines
| Compagnies                         | Destinations                                           |
| ---------------------------------- | ------------------------------------------------------ |
| Air Class                          | Montevideo                                             |
| Aerovip Cargo                      | Montevideo, Punta del Este                             |
| Atlas Air                          | Santiago, Miami, Campinas, Lima                        |
| Centurion Air Cargo                | Miami                                                  |
| Cielos Airlines                    | Lima                                                   |
| FedEx Express                      | Campinas, Santiago                                     |
| Florida West International Airways | Bogotá, Miami                                          |
| LAN Cargo                          | Asunción, Bogotá, Campinas, Francfort, Miami, Santiago |
| Lufthansa Cargo                    | Campinas, Dakar, Francfort                             |
| MasAir                             | Mexico                                                 |
| Martinair Cargo                    | Aguadilla, Amsterdam, Bogotá, London-Stansted          |
| UPS Airlines                       | Miami, Campinas                                        |

## Films tournés à l'aéroport
- La extorsión, thriller argentin de 2023 réalisé par Martino Zaidelis[12].